# Cladonia tenerrima
Cladonia tenerrima är en lavart som först beskrevs av Teuvo Ahti, och fick sitt nu gällande namn av S. Hammer. Cladonia tenerrima ingår i släktet Cladonia och familjen Cladoniaceae.   Inga underarter finns listade i Catalogue of Life.